# كلارنس شبيغل
كلارنس شبيغل (بالإنجليزية: Clarence Spiegel)‏ هو لاعب كرة قدم أمريكية أمريكي، ولد في 12 يوليو 1898 في إيفانسفيل في الولايات المتحدة، وتوفي في 28 مايو 1970.

## وصلات خارجية
- كلارنس شبيغل على موقع مرجع كرة القدم المحترفة.كوم (الإنجليزية)